# Jicarón

Jicarón es una isla que se encuentra en la provincia de Veraguas, Panamá. Se encuentra justo al sur de la isla de Coiba (forma parte del Parque nacional Coiba) y tiene un área de 20 km². Al sur de la isla se encuentra la pequeña isla de Jicarita, punto más austral del país.